# Françoise Woimant
Françoise Woimant, Francette, de soltera Françoise Adam, (París, 29 de octubre de 1929) es una paleógrafa, bibliotecaria e historiadora del arte francesa. Contribuyó en gran medida a la difusión y conocimiento del grabado contemporáneo durante la segunda mitad del siglo XX.

## Trayectoria
Fue alumna de la École National des Chartes (ENC), donde se licenció como paleógrafa archivera en 1955, con una tesis titulada Le Commerce français en Espagne pendant l’ambassade de Vauréal de 1741 a 1746 (Comercio francés en España durante la embajada de Vauréal de 1741 a 1746).
Entre 1958 y 1959, investigó en el Archivo Histórico Nacional (AHN) de Madrid y en el Archivo General de Indias (AGI) de Sevilla sobre el comercio de España y Francia en tiempo del reinado de Felipe V.
Como responsable de las colecciones del siglo XX dentro del Gabinete de Grabados de la Biblioteca Nacional de Francia, Woimant desarrolló las colecciones, contribuyó al depósito legal, y promovió ampliamente el grabado contemporáneo a través de sus publicaciones y conferencias.
Woimant fue ascendida a conservadora jefa de la Biblioteca Nacional de Francia en 1982, y a conservadora general de su departamento en 1993. Se jubiló al año siguiente, en 1994. Es miembro del Comité National de l'Estampe. 

## Reconocimientos
Woimant, gracias a su labor en el ámbito cultural y académico, recibió varios reconocimientos. Fue condecorada como Chevalière de la Légion d'Honneur, la más alta distinción honorífica otorgada en Francia y recibió el título de Chevalière de l'Ordre des Palmes Académiques, en reconocimiento a su destacada labor en el ámbito educativo y cultural.
En 2020, Woimant fue incluida dentro del proyecto “Mujeres Investigadoras en los Archivos Estatales (1900-1970)” para la descripción archivística y creación de un micrositio específico en el Portal de Archivos Españoles (PARES), desarrollado entre 2020-2023. Este proyecto ha sido impulsado por la Subdirección General de Archivos Estatales, con el objetivo visibilizar la labor de investigación realizada en España por las mujeres en el intervalo 1900-1970 partiendo de los registros documentales que se conservan en los Archivos de Gestión de los AAEE del Ministerio de Cultura (el Archivo Histórico Nacional, el Archivo de la Corona de Aragón, el Archivo General de Simancas, el Archivo General de Indias, el Archivo de la Real Chancillería de Valladolid, el Archivo General de la Administración y el Centro de Información Documental de Archivos).